# Microrasbora
A Microrasbora  a csontos halak (Osteichthyes) főosztályának sugarasúszójú halak (Actinopterygii)  osztályába, a pontyalakúak (Cypriniformes) rendjébe, a pontyfélék (Cyprinidae) családjába és a Danioninae alcsaládjába tartozó nem.

## Rendszerezés
A nemhez az alábbi 3 faj tartozik.
- Microrasbora erythromicron (Annandale, 1918)
- Microrasbora rubescens (Annandale, 1918)
- Microrasbora microphthalma (Jiang, Chen & Yang, 2008)